# Ulrich Köhler
Ulrich Köhler (Marburgo, 15 de dezembro de 1969) é um cineasta alemão, considerado um dos principais expoentes do movimento cinematográfico contemporâneo conhecido como Escola de Berlim. Köhler recebeu, entre outros prêmios, o Urso de Prata de melhor diretor no Festival de Berlim, em 2011, pelo filme A Doença do Sono (Schlafkrankheit).

## Biografia
Köhler viveu até os nove anos de idade em Zaire, onde seus pais trabalhavam. A mudança para uma pequena cidade do estado alemão de Hesse foi um passo difícil em sua vida, assim como na de seus irmãos. De 1989 a 1991, Köhler estudou artes em Quimper, uma comuna no norte da França, e, posteriormente, filosofia e comunicação audiovisual na faculdade de artes plásticas de Hamburgo, na Alemanha. Após graduar-se, em 1998, realizou diversos curtas-metragens. Em 2002, seu longa-metragem Bangalô (Bungalow) foi exibido na mostra Panorama do Festival de Berlim. Em 2005, filmou Morgen kommen die Fenster - que conta, entre outros, com o ex-jogador de tênis Ilie Năstase em seu elenco. 
Köhler recebeu o prêmio Urso de Prata de melhor direção, do Festival de Berlim, por seu trabalho em A Doença do Sono (Schlafkrakheit). Ele vive com a cineasta Maren Ade, em Berlim.

## Filmografia
| Ano      | Título original                                                                | Título no Brasil | Título em Portugal |
| -------- | ------------------------------------------------------------------------------ | ---------------- | ------------------ |
| 1993     | Feldstraße (curta-metragem)                                                    |                  |                    |
| 1996     | Epoxy (curta-metragem, realizado em parceria com Nina Könnemann)               |                  |                    |
| 1997     | Starsky (curta-metragem)                                                       |                  |                    |
| 1997     | Maria Tokyo (curta-metragem)                                                   |                  |                    |
| 1998     | Palü (curta-metragem, realizado em parceria com Jochen Dehn)                   |                  |                    |
| 1998     | Rakete (curta-metragem, realizado em parceria com Nina Könnemann)              |                  |                    |
| 1999/200 | White Calf (curta-metragem/instalação, realizado em parceria com Jeanne Faust) |                  |                    |
| 2002     | Bungalow                                                                       | Bangalô          |                    |
| 2006     | Montag kommen die Fenster                                                      |                  |                    |
| 2011     | Schlafkrankheit                                                                | A Doença do Sono |                    |